# 瓦萊拉市 (特魯希略州)

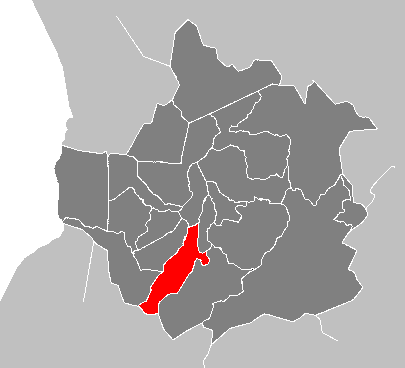

瓦萊拉市（西班牙語：Municipio Valera），是委內瑞拉的一個市，位於該國西部特魯希略州，首府設於巴萊拉，面積240平方公里，2011年人口136,129，人口密度每平方公里0.57人。